# Hervé d'Herbauges
Hervé fou comte d'Herbauges a l'entorn d'un any, del 843 al 844.
Era fill del comte Renald d'Herbauges, al que va succeir quan va morir en la batalla de Blain el 24 de maig del 843 segons diu la Crònica d'Aquitània. Després esmenta per l'any 844 « Bernard (es refereix al comte Bernat II de Poitiers) i Hervé foren morts per Lambert ». Aquest Lambert era Lambert II que s'havia proclamat comte de Nantes uns mesos abans. El comtat va passar a Ragenold, probablement el seu germà, que fou comte d'Herbauges i més tard també marquès de Nèustria.